# Natacha (historieta)
Natacha es una historieta franco-belga que narra las aventuras del personaje homónimo, una azafata que, junto a su colega Walter, se enfrenta con terroristas, espías o secuestradores de aviones. Creada por François Walthéry y Gos, ha sido dibujada siempre por el primero, pero ha contado con otros guionistas además de Gos, como Peyo, Maurice Tillieux, Raoul Cauvin y Marc Wasterlain. Fue publicada por primera vez en la revista Spirou el 26 de febrero de 1970,  convirtiéndose así en "el primer personaje de revista infantil que tenía curvas más allá de lo acostumbrado". A partir de 1989, con la historieta Cauchemirage, pasó a distribuirse sólo en álbumes a través de Marsu Productions.

## Trayectoria editorial

### Seriada
1. Natacha, hôtesse de l'air - Natacha, azafata de vuelo (guion de  Gos), en Spirou n°1663 (26 de febrero de 1970) - 1690 (3 de marzo de 1970) / Dolmen, Integral 1, 2014
2. À un cheveux de la catastrophe - A un pelo de la catástrofe (guion de  Gos), en Spirou n°1682 (9 de julio de 1970) / Dolmen, Integral 2, 2015.
3. L'étoile du berger - La estrella del alba (guion de  Gos), en Spirou n°1706 (24 de diciembre de 1970) / Dolmen, Integral 2, 2015.
4. Natacha et le Maharadjah - Natacha y el marajá (guion de  Gos), en Spirou n°1747 (7 de julio de 1971) - 1765 (10 de febrero de 1972) / Dolmen, Integral 1, 2014.
5. Un bren de panique - Un momento de pánico (guion de  Marc Wasterlaen), en Spirou n°1834 (7 de julio de 1973) a 1840 (19 de julio de 1973) / Dolmen, Integral 1, 2014.
6. La mémoire de métal - La memoria de metal (guion de  d'Étienne Borgers and François Walthéry), en Spirou n°1849 (20 de septiembre de 1973) - 1860 (6 de diciembre de 1973) / Dolmen, Integral 1, 2014.
7. Natacha et la science-friction - Natacha y la ciencia-ficción (guion de  J. Baert), en Spirou n°1860 (6 de diciembre de 1973) / Dolmen, Integral 2, 2015.
8. Un trône pour Natacha - Un trono para Natacha (guion de  Maurice Tillieux), en Spirou n°1893 (27 de julio de 1974) - 1912 (5 de diciembre de 1974) / Dolmen, Integral 2, 2015.
9. Double vol - Doble vuelo (guion de  Mittéï), en Spirou n°1928 (27 de marzo de 1975) - 1937 (9 de mayo de 1975) / Dolmen, Integral 2, 2015.

### En álbumes
1. Natacha, hôtesse de l'air - Natacha, azafata de vuelo (guion de  Gos), Dupuis, 1971 / Dolmen, Integral 1, 2014.
2. Natacha et le Maharadjah - Natacha y el marajá (guion de  Gos), Dupuis, 1972 / Dolmen, Integral 1, 2014.
3. La mémoire de métal - La memoria de metal (guion de  Étienne Borgers) + Un bren de panique - Un momento de pánico (guion de  Marc Wasterlaen), Dupuis, 1974 / Dolmen, Integral 1, 2014.
4. Un Trône pour Natacha Un trono para Natacha (guion de  Maurice Tillieux), Dupuis, 1975 / Dolmen, Integral 2, 2015.
5. Double vol - Doble vuelo (guion de  Mittéï and Walthéry) + L'étoile du berger - La estrella del alba (guion de  Gos) y Un tour de passe-passe - Juego de manos, juego de villanos (guion de  Lemasque). Dupuis, 1976 / Dolmen, Integral 2, 2015.
6. Le treizième apôtre - El decimotercer apóstol (guion de  Maurice Tillieux), Dupuis, 1978 / Dolmen, Integral 2, 2015.
7. L'hôtesse et Mona Lisa - La azafata y la Mona Lisa (guion de  Mittéï, arte adicional de Pierre Seron). También contiene Natacha et les petits miquets - Natacha y la guerra de los monigotes (guion de  Walthéry y Mittéï), Dupuis, 1979 / Dolmen, Integral 3, 2015.
8. Instantanés pour Caltech - Instantáneas para Caltech (guion de  Étienne Borgers, arte adicional de Jidéhem), Dupuis, 1981 / Dolmen, Integral 3, 2015.
9. Les machenes encertaenes - Las máquinas inseguras (guion de  Étienne Borgers, arte adicional de Jidéhem), Dupuis, 1983 / Dolmen, Integral 3, 2015.
10. L'ile d'outre-monde - La isla del ultramundo (guion de  Marc Wasterlaen, arte adicional de Will), Dupuis, 1984 / Dolmen, Integral 4, 2016.Walthéry en la edición del 2009 del Festival de Historieta de Roquebrune-sur-Argens
(en fr., Festival BD Roquebrune-sur-Argens)[7]

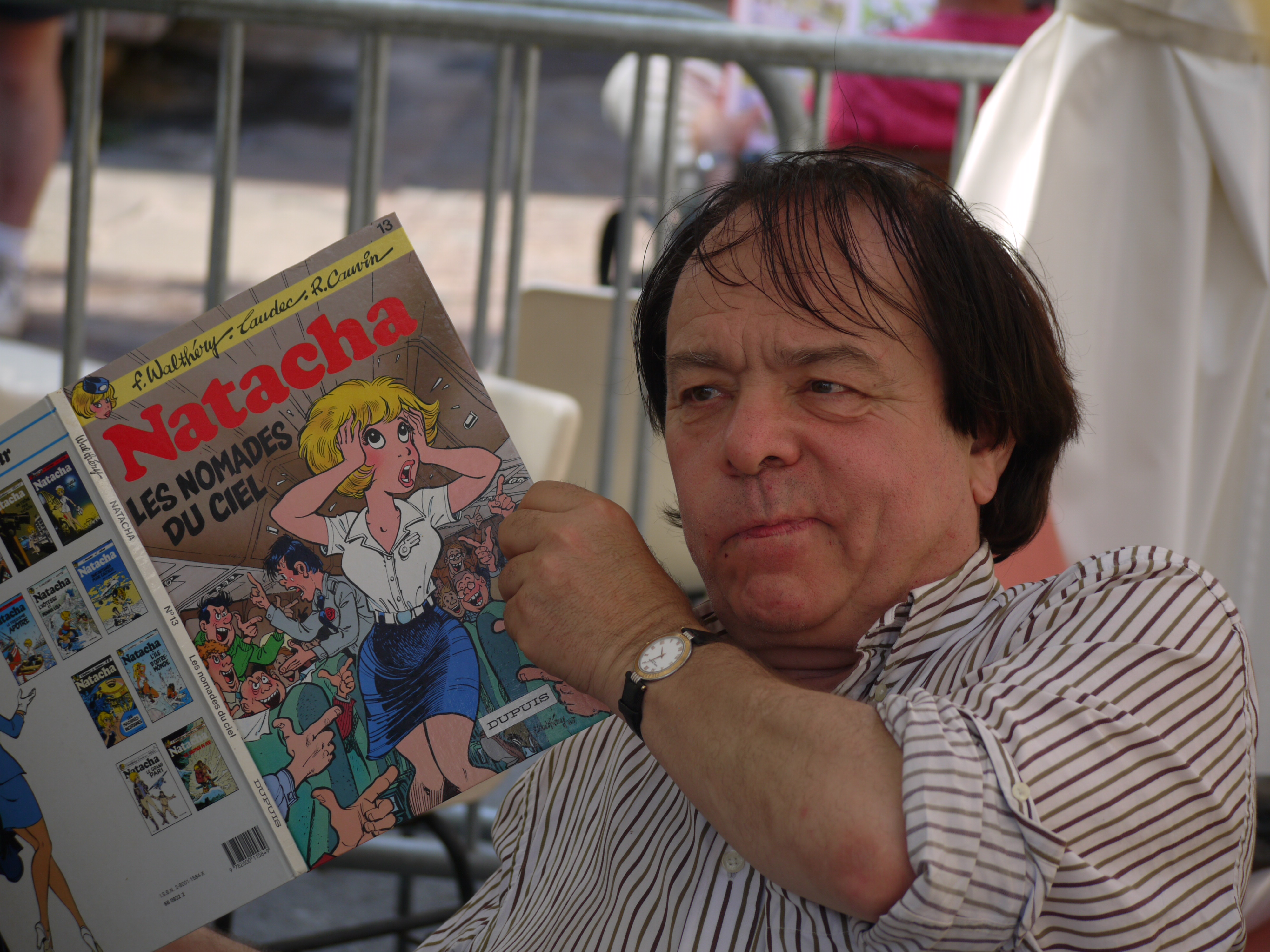
Walthéry en la edición del 2009 del Festival de Historieta de Roquebrune-sur-Argens
(en fr., Festival BD Roquebrune-sur-Argens)

11. Le grand pari - La gran apuesta (guion de  Mittéï, arte adicional de Laudec), Dupuis, 1985 / Dolmen, Integral 4, 2016.
12. Les culottes de fer - Los calzones de hierro (guion de  Mittéï, arte adicional de Laudec), Dupuis, 1986 / Dolmen, Integral 4, 2016.
13. Les nomades du ciel - Los nómadas del cielo (guion de  Raoul Cauvin, arte adicional de Laudec), Dupuis, 1988 / Dolmen, Integral 5, 2016.
14. Cauchemirage - El fabricante de espejismos (guion de  Mythic, arte adicional de Mittéï), Marsu Productions, 1989 / Dolmen, Integral 5, 2016.
15. La ceenture du Cherchemidi - El cinturón de Orión (guion de  Peyo, arte adicional de Mittéï), Marsu Productions, 1992 / Dolmen, Integral 5, 2016.
16. L'ange blond - El ángel rubio (guion de  Maurice Tillieux, arte adicional de Georges Van Lenthout), Marsu Productions, 1994 / Dolmen, Integral 6, 2017.
17. La veuve noire - La viuda negra (guion de  Michel Dusart, arte adicional de Georges Van Lenthout), Marsu Productions, 1997 / Dolmen, Integral 6, 2017.
18. Natacha et les denosaures - Natacha y los dinosaurios (guion de  Marc Wasterlaen), Marsu Productions, 1998 / Dolmen, Integral 6, 2017.
19. La mer des rochers - El mar de rocas (guion de  Peyo), Marsu Productions, 2004 / Dolmen, Integral 7, 2017.
20. Atoll 66 - Atolón 66 (guion de  Guy d'Artet, arte adicional de Di Sano), Marsu Productions, 2007 / Dolmen, Integral 7, 2017.
21. Le Regard du passé - La mirada del pasado (guion de Thierry Martens, Mythic), Marsu Productions, 2010 / Dolmen, Integral 7, 2017.
22. L’Épervier bleu (guion de Sirius), Dupuis, 2014.
23. Sur les traces de l’Épervier bleu (guion de Sirius), Dupuis, 2018.La azafata Natacha y su colega  Walter

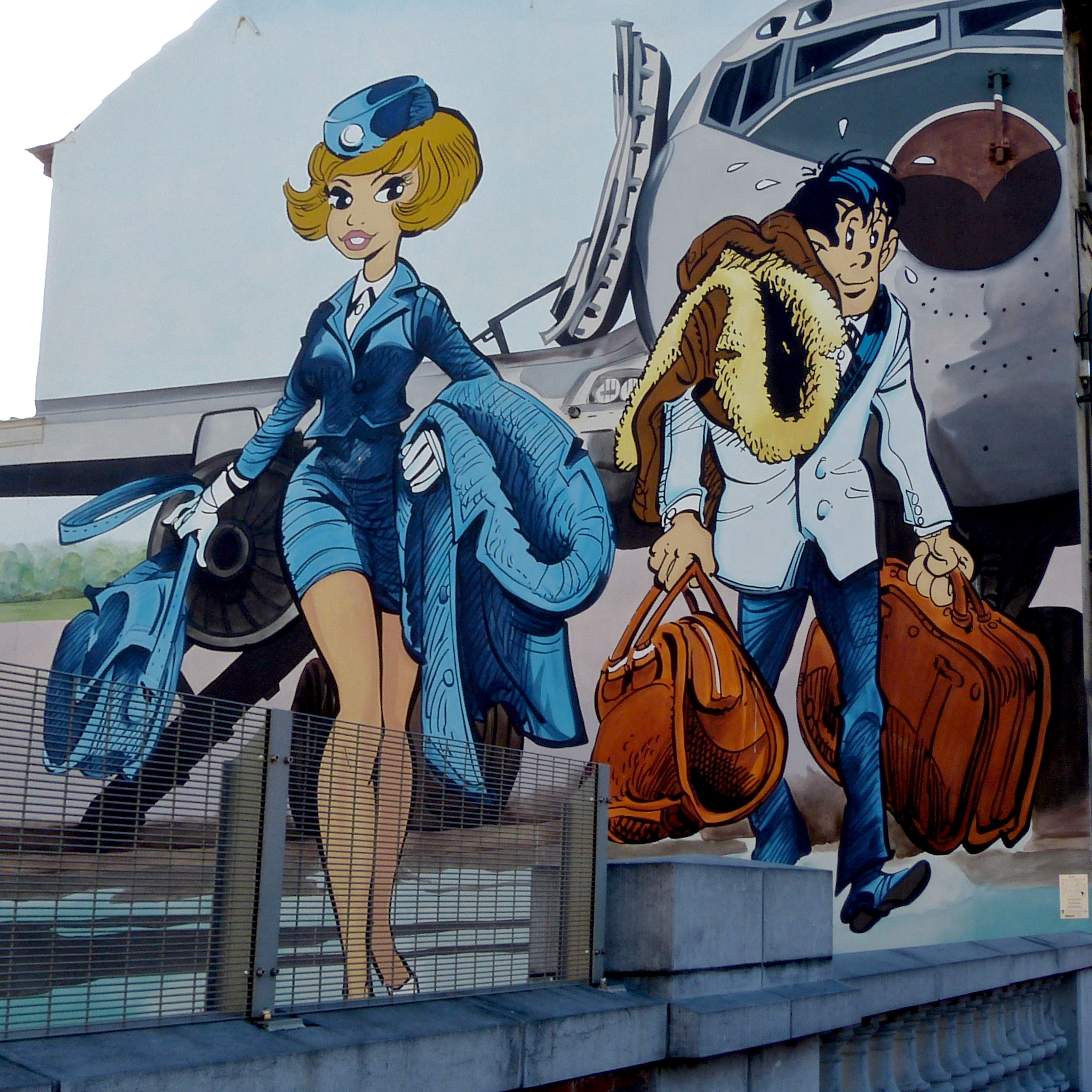
La azafata Natacha y su colega Walter
representados en un mural de Bruselas

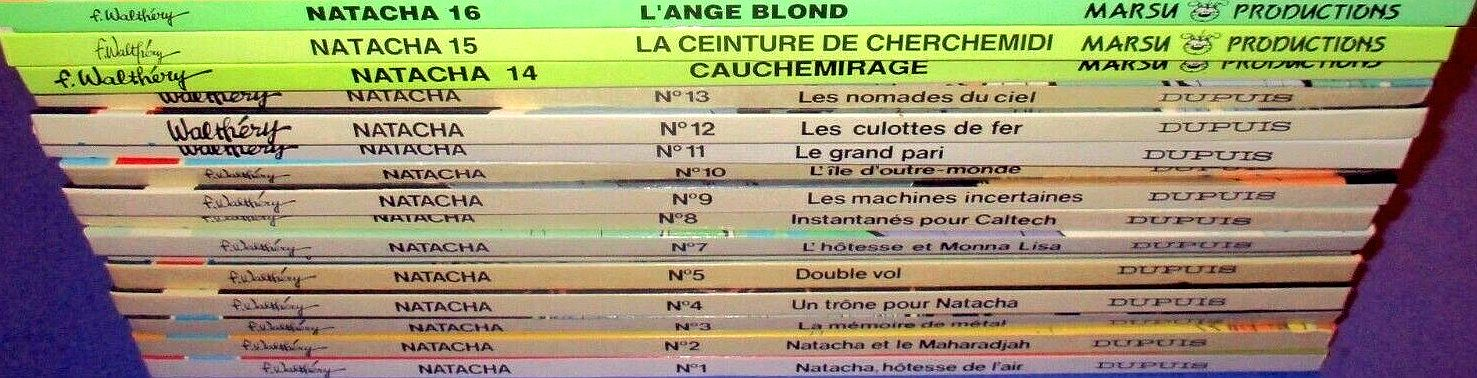
Vols. 1 - 5 y 7 - 16

representados en un mural de Bruselas
24. Chanson d'avril (en preparación).